# Jørgen Andersen (tornász)
Jørgen Marius Andersen (Sarpsborg, 1886. február 20. – Sarpsborg, 1973. május 30.) olimpiai ezüst- és bronzérmes norvég tornász.
Az 1912. évi nyári olimpiai játékokon tornában svéd rendszerű összetett csapatversenyben bronzérmes lett.
Ez első világháború után az 1920. évi nyári olimpiai játékokon visszatért, mint tornász és szabadon választott gyakorlatokkal, csapat összetettben ezüstérmes lett.
Klubcsapata a Turn- og Idrettslaget National volt.